# Kane Kwei Carpentry Workshop
Il Kane Kwei Carpentry Workshop è uno studio creato in Ghana a partire dagli anni cinquanta. È conosciuto per la costruzione di bare dalle forme e dagli usi molteplici.

## Storia
Seth Kane Kwei (1922-1992) era un falegname lavorava nella periferia di Accra in Ghana. È considerato insieme con Ataa Oko (1919-2012) uno dei primi artisti ad iniziare negli anni 1950 le bare design che sono chiamate anche Abebuu adekai (scatole proverbi) da parte del Ga (popolo) gruppo etnico dominante nella regione di Accra.
L'uso di queste bare per la sepoltura nella Regione di Grater Accra, paese d'origine dei Ga, è diventato una vera e propria tradizione. Le bare divengono simbolo di creazione contemporanea in Africa.
Alla morte di Kane Kwei, i suoi figli e studenti rilevano il negozio Kane Kwei e continuano il lavoro del padre e del loro maestro per diversi decenni.
Dal 2005, Eric Adjetey Anang aggiunge un tocco creativo alla creazione di bare introducendo nuovi modelli, pur mantenendo lo stesso spirito e le stesse tecniche.
Negli ultimi anni una decina di negozi sono stati aperti nelle regioni di Teshie e Accra che producono bare design. Ben conosciuti sono i workshops dei grandi maestri Paa Joe e Paa Willie,  entrambi carpentieri formatisi da Kane Kwei nel Kane Kwei Carpentry Workshop. Conosciuto è anche Kudjoe Affutu che si è formato nello studio di Paa Joe. Altri maestri bravi sono Tei in Dorwanya Tei, Lay e Teshie Ciao, Tetteh in Amasaman e Rete Tetteh su Ning.

## Il laboratorio
Il laboratorio Kane Kwei usatilizza legno chiaro come wawa wawa(Triplochiton scleroxylon) o emien per le bare da funerali. Mentre per l'esportazione di opere d'arte utilizzano un legno più forte e più costoso come il mogano o il limba (Terminalia superba).
Kane Kwei Carpentry Workshop è profondamente radicato nella tradizione Ga, dall'inizio della produzione, ai protocolli di sviluppo e per la struttura di partecipazione. Alla fine del tirocinio, della durata di 2-5 anni, viene organizzata una cerimonia tradizionale. L'apprendista, in questa occasione, deve pagare una somma di denaro e donare delle bevande alcoliche, un ombrello e un paio di sandali al maestro del workshop. Solo in seguito gli verrà rilasciato l'attestato.
Il processo di produzione della bara inizia con l'osservazione attenta dei documenti visivi che riproducono il modello considerato. Nessun schizzo o disegno preparatori sono utilizzati per la fabbricazione.
Alcune unità sono state acquisite dagli anni '70 da alcuni galleristi americani (Vivian Burns nel 1973, Ernie Wolfe, entrambi di Los Angeles) e dal 1989, questi oggetti ottengono il riconoscimento internazionale come opere d'arte. Apparizioni successive nella mostra Magiciens de la terre (1989, Centre Georges Pompidou, Parigi, Grande Halle de la Villette a Parigi, e nella mostra Esplorare l'Africa (1992, Museum of Modern Art, New York) sono stati motori di rilascio per questo riconoscimento.
In seguito sono state organizzate delle residenze per artisti stranieri e questo ha incrementato maggiormente la fama del Kane Kwei Carpentry Workshop.

## Mostre

### Mostre collettive
| - 2005 Arts of Africa, Grimaldi Forum, Monaco, France. - 2005 African Art Now, Museum of Fine Art, Houston, USA. - 2005 Sexualität und Tod - AIDS in der Zeitgenössischen Afrikanischen Kunst, RJM Museum, Cologne, Germany. - 2003 Ghana: hier et aujourd'hui=Ghana: Yesterday and today, Musée Dapper, Paris, France. - 1998 AFRICA Vibrant New Art from a Dynamic Continent, Tobu Museum of Art, Tokyo, Japan. - 1996 Neue Kunst aus Afrika, Haus der Kulturen der Welt, Berlin, Germany. - 1993 Skizzen eines Projektes, Ludwig Forum für internationale Kunst, Aachen, Germany. - 1991 Africa Explores: 20th Century African Art, New Museum of Contemporary Art, New York, USA. - 1989 "Magiciens de la Terre”, National Museum of Contemporary Art - Georges Pompidou Center, La Grande Halle de la Villette, Paris, France. |

### Mostre personali
| - 2000 Ein Fisch für die letzte Ruhe, Museum auf dem Ohlsdorfer Friedhof, Hamburg, Germany. - 1998 Kane Kwei, Museum of Contemporary and Modern Art, Geneva, Switzerland. - 1997 Wie das Leben, so der Sarg Nam June Paik, Ifa Gallery, Bonn, Germany. |

## Film
| - Sépulture sur mesure. Film by Philippe Lespinasse. Grand Angle Production. photo- and video archives by Regula Tschumi, 2009 - Les cercueils de Monsieur Kane Kwei, Thierry Secretan, 1989 |